# Maurizio Malvestiti
Maurício Malvestiti (Marne, fração comunal de Filago, 25 de agosto 1953) é um bispo católico italiano. Desde 26 de agosto de 2014, é o bispo de Lodi.

## Biografia

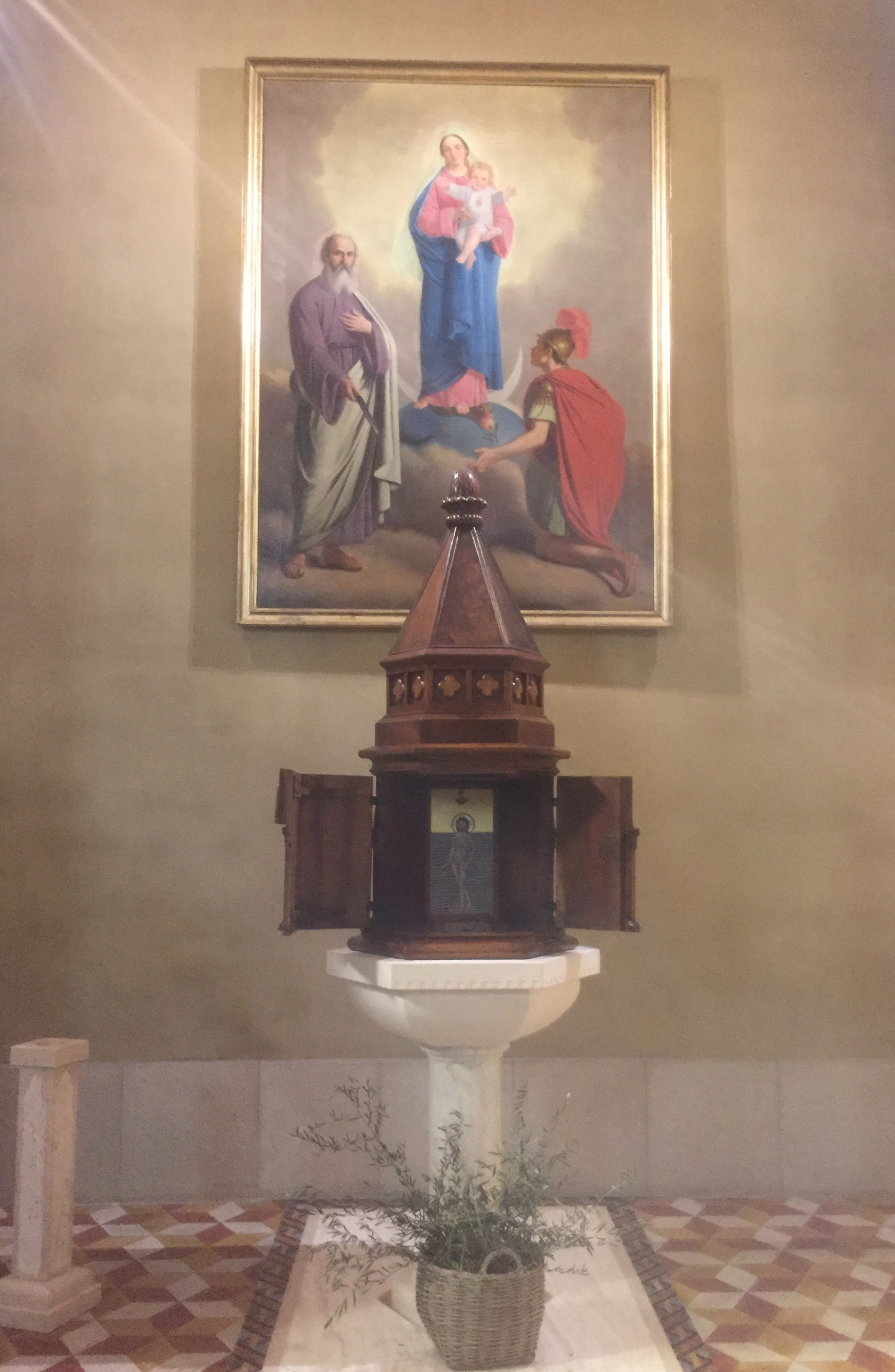
A pia batismal onde dom Maurício foi batizado.

Nascido em Marne, pertencente à comuna de Filago, dom Maurício é batizado na igreja paroqouial de São Bartolomeu. Estudou no Seminário de Bergamo e foi ordenado padre em junho de 1977. Continua os estudos teológicos em Roma, onde aprendeu também Francês e Inglês.
Seu ministério começou como vigário paroquial em Pedrengo e em 1978 foi também professor e educador no mesmo seminário onde estudou.
Em 1994, tornou-se membro da Congregação para as Igrejas Orientais, sendo secretário particular dos três cardeais-prefeitos Achille Silvestrini, Ignace Moussa I Daoud e Leonardo Sandri. Em 2009, foi nomeado subsecretário da mesma Congregação e tem os contatos entre a Santa Sé, Palestina e Israel. Era também reitor da Igreja de São Braz dos Armênios em Roma e capelão conventual da Ordem de Malta.
Em 26 de agosto de 2014 foi nomeado bispo de Lodi pelo Papa Francisco; foi consagrado em 11 de outubro seguinte na Basílica de São Pedro para as mãos do cardeal Leonardo Sandri e tomou posse na catedral de Lodi em 26 de outubro, proclamado bispo publicamente para o cardeal Angelo Scola. À solene posse participaram quase todos os padres da diocese, o capítulo da catedral, o cardeal Sandri, e muitos bispos, entre os quais dom Tiago Capuzzi, dom Nino Staffieri, dom Diego Coletti e dom Cláudio Baggini.

### Honrarías
- : Capelão de Sua Santidade - 1996[6]
- : Prelado de honra de Sua Santidade - 26 de agosto de 2006

## Outras imagens

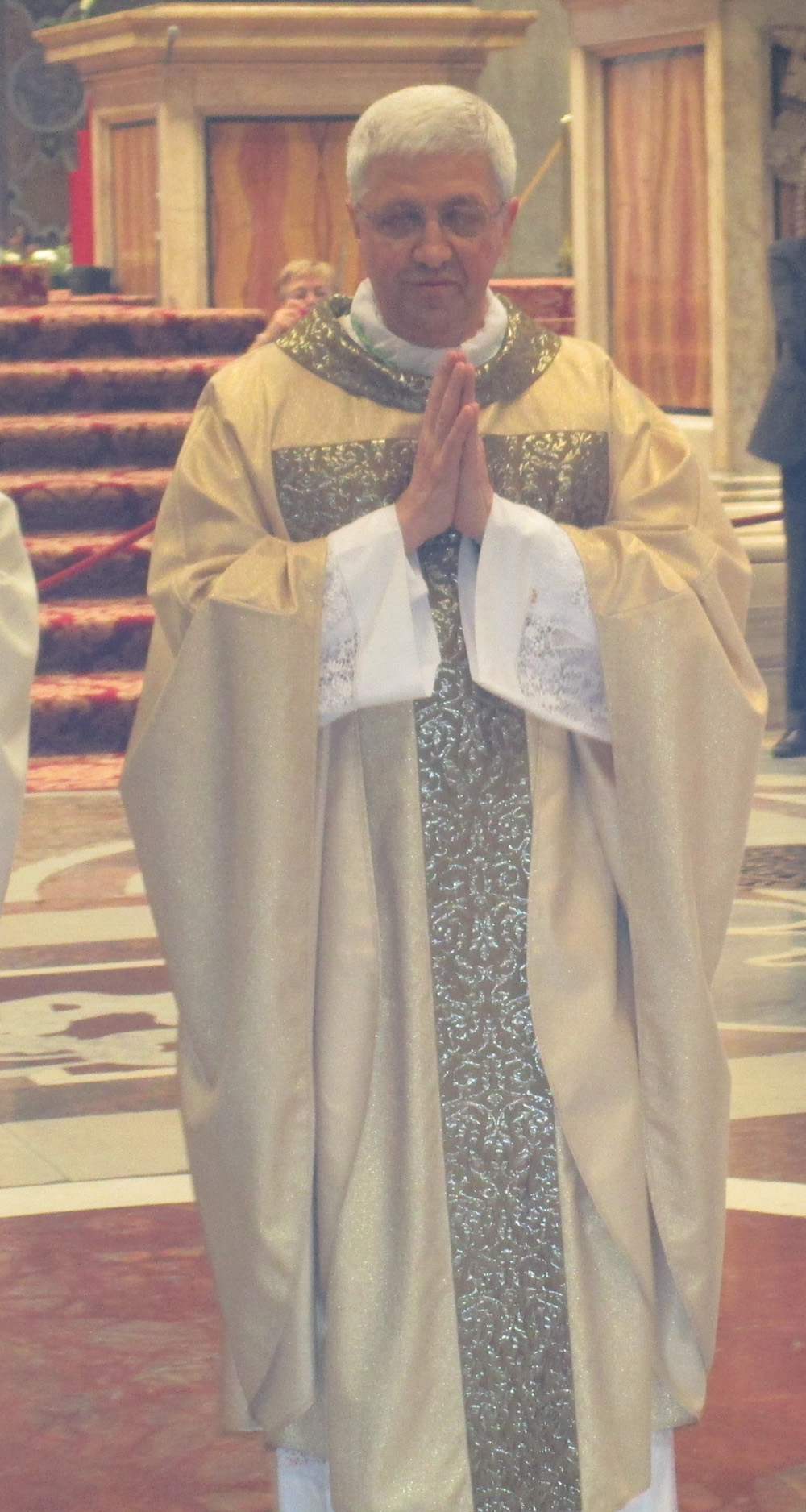
Dom Maurício, logo antes da sua consagração episcopal na Basílica de São Pedro em Roma.
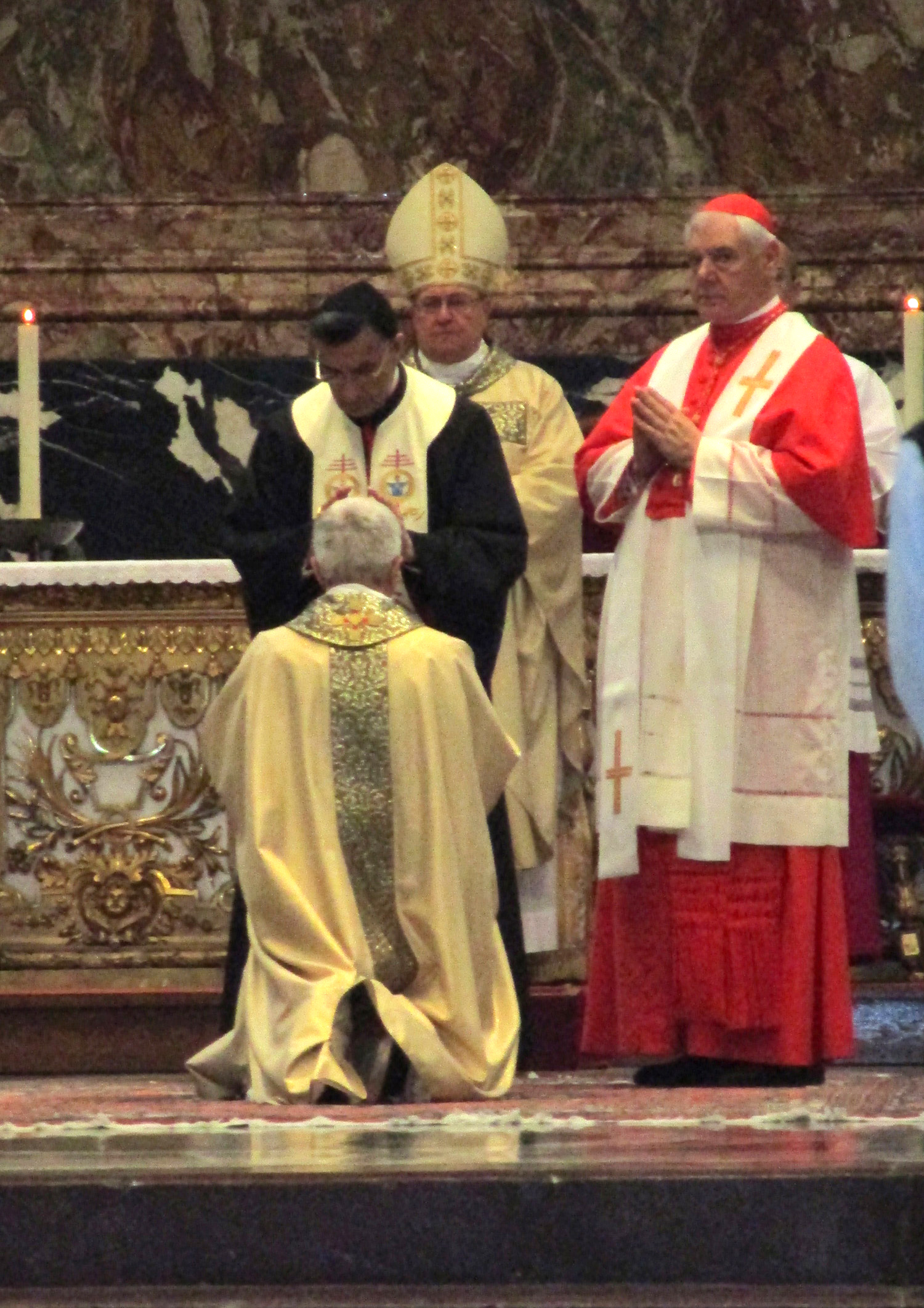
O patriarca maronita Béchara Boutros Raï impõe as mãos na cabeça de dom Maurício na ordenação episcopal. Atras deles, os cardeais Sandri e Müller
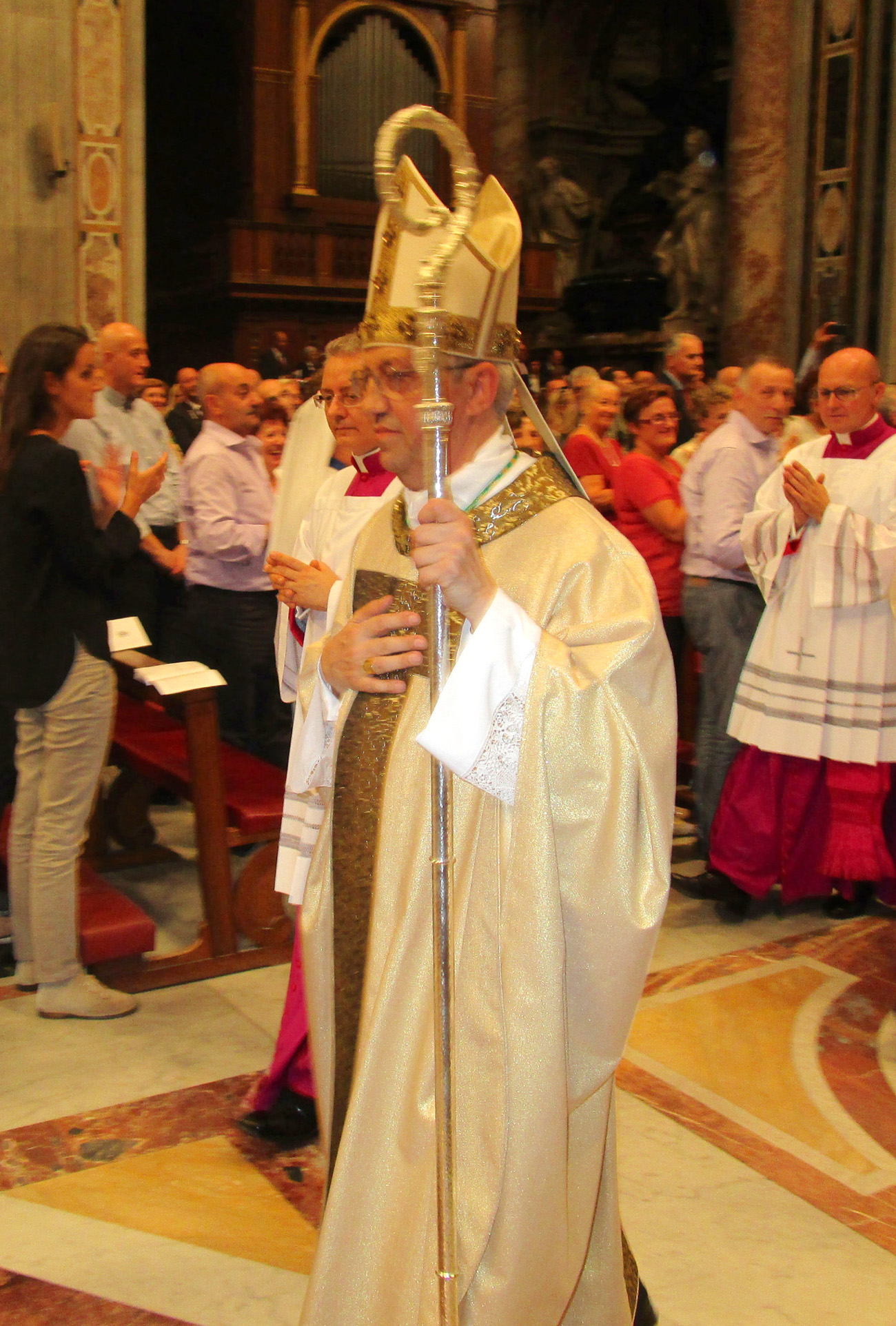
Dom Maurício, logo depois da sua consagração episcopal na Cátedra de São Pedro em Roma.
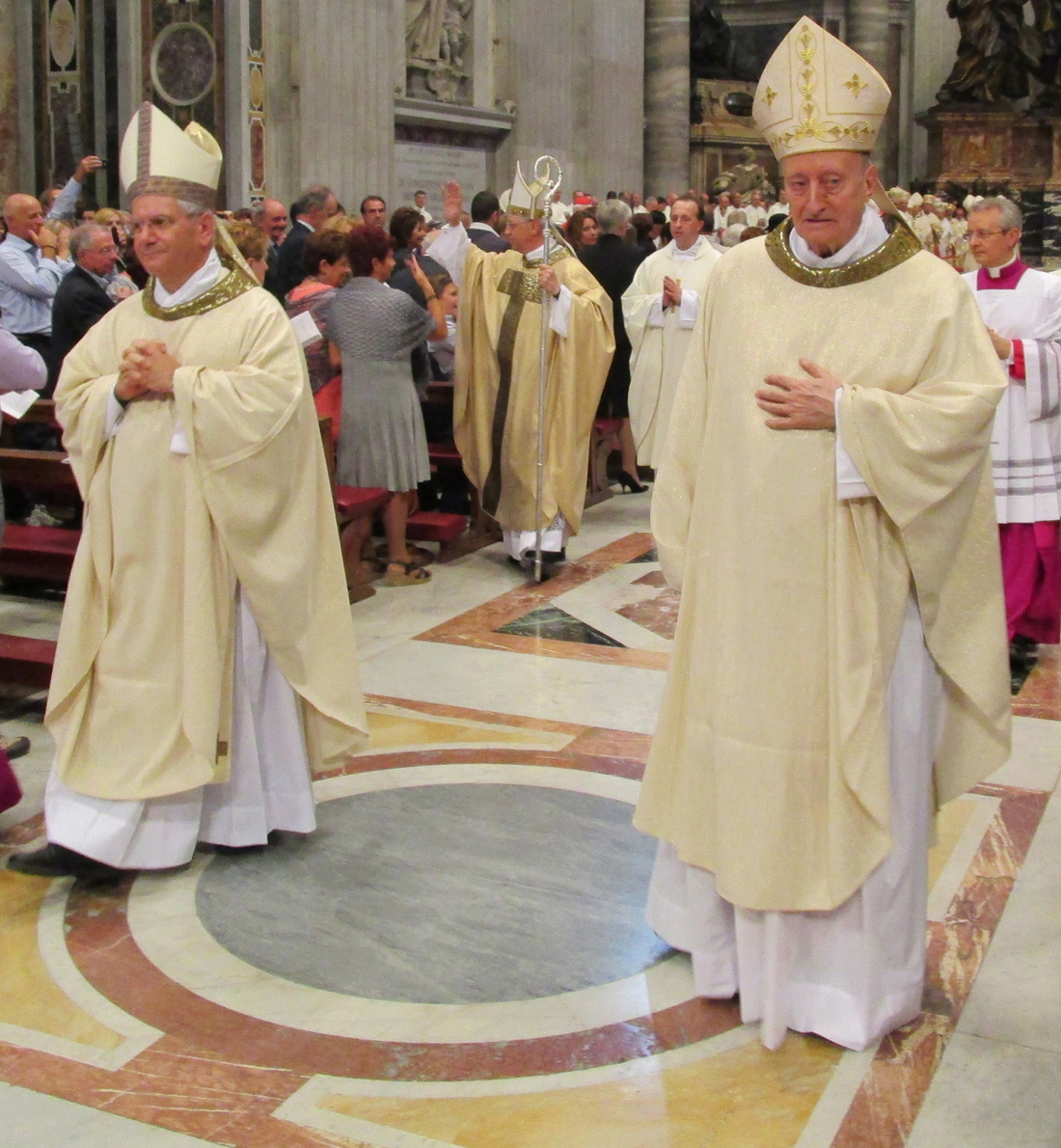
Dom Maurício, recém ordenado, abençoa os fiéis. Em frente dele, os bispos co-consacrantes dom Francesco Beschi e dom Giuseppe Merisi.
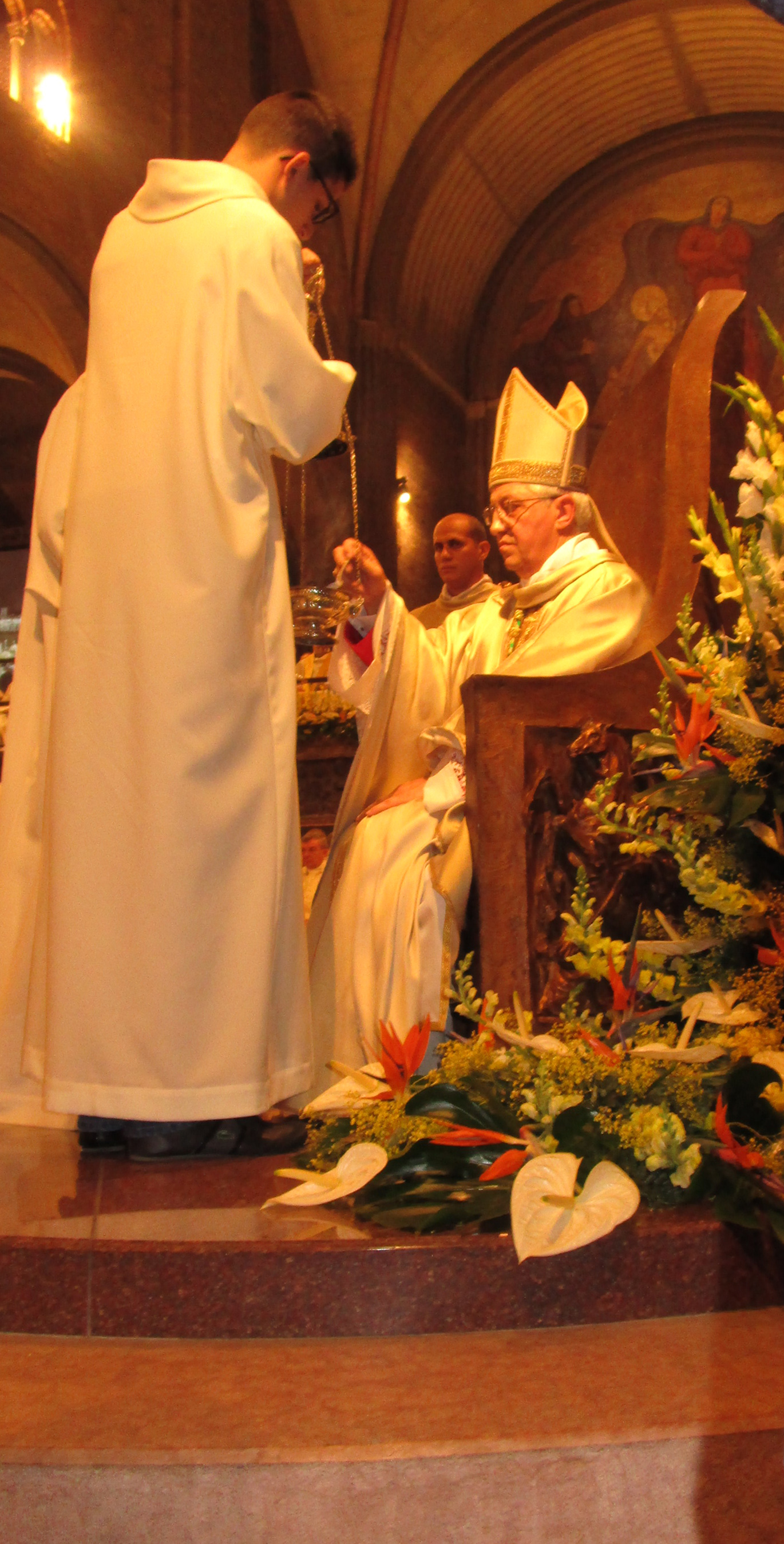
Dom Maurício que acaba de tomar posse na cátedra da diocese de Lodi.
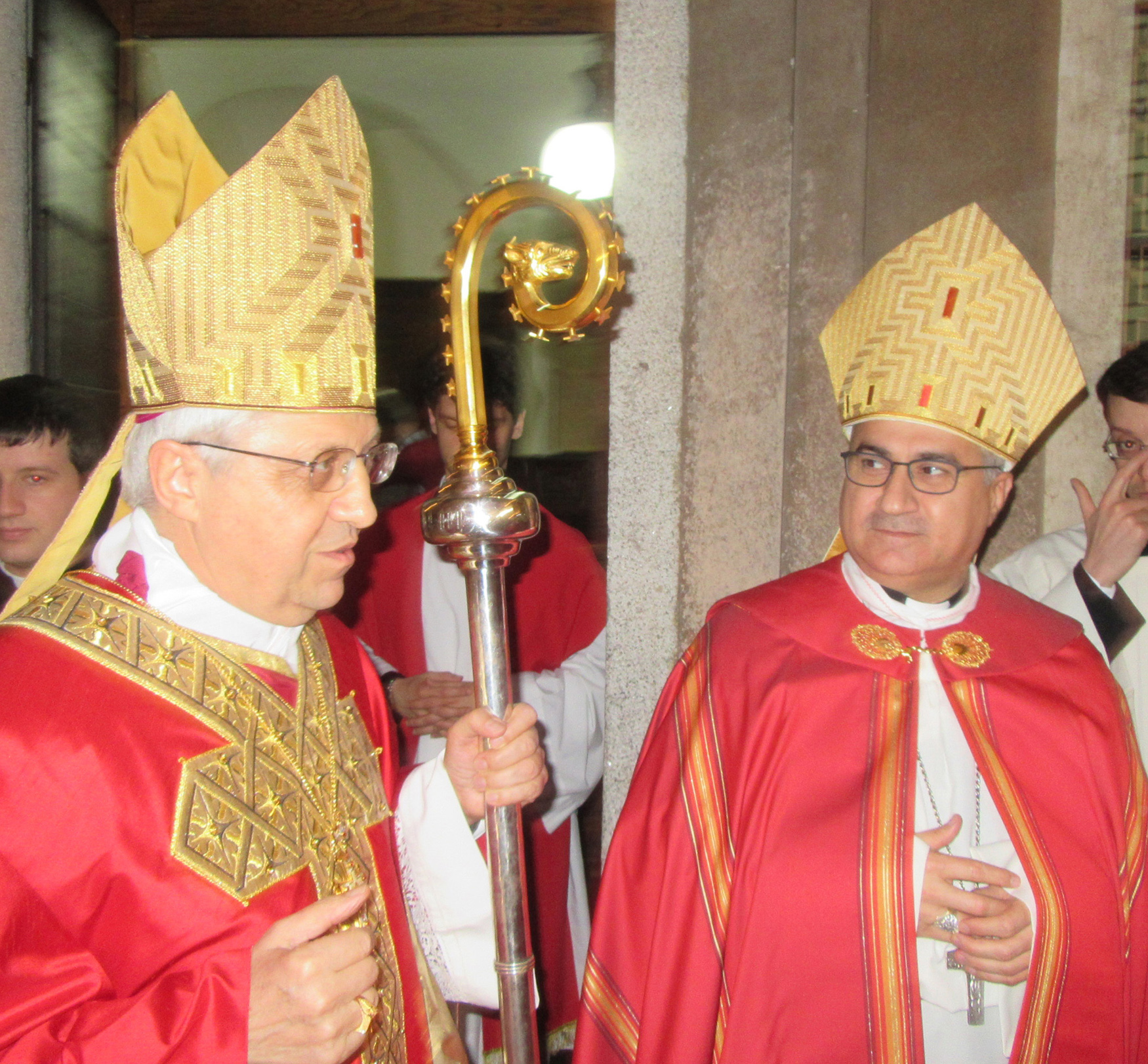
Dom Maurício com dom Bashar Warda durante a vigilia de Pentecostes na catedral de Lodi, 14 de maio 2016.
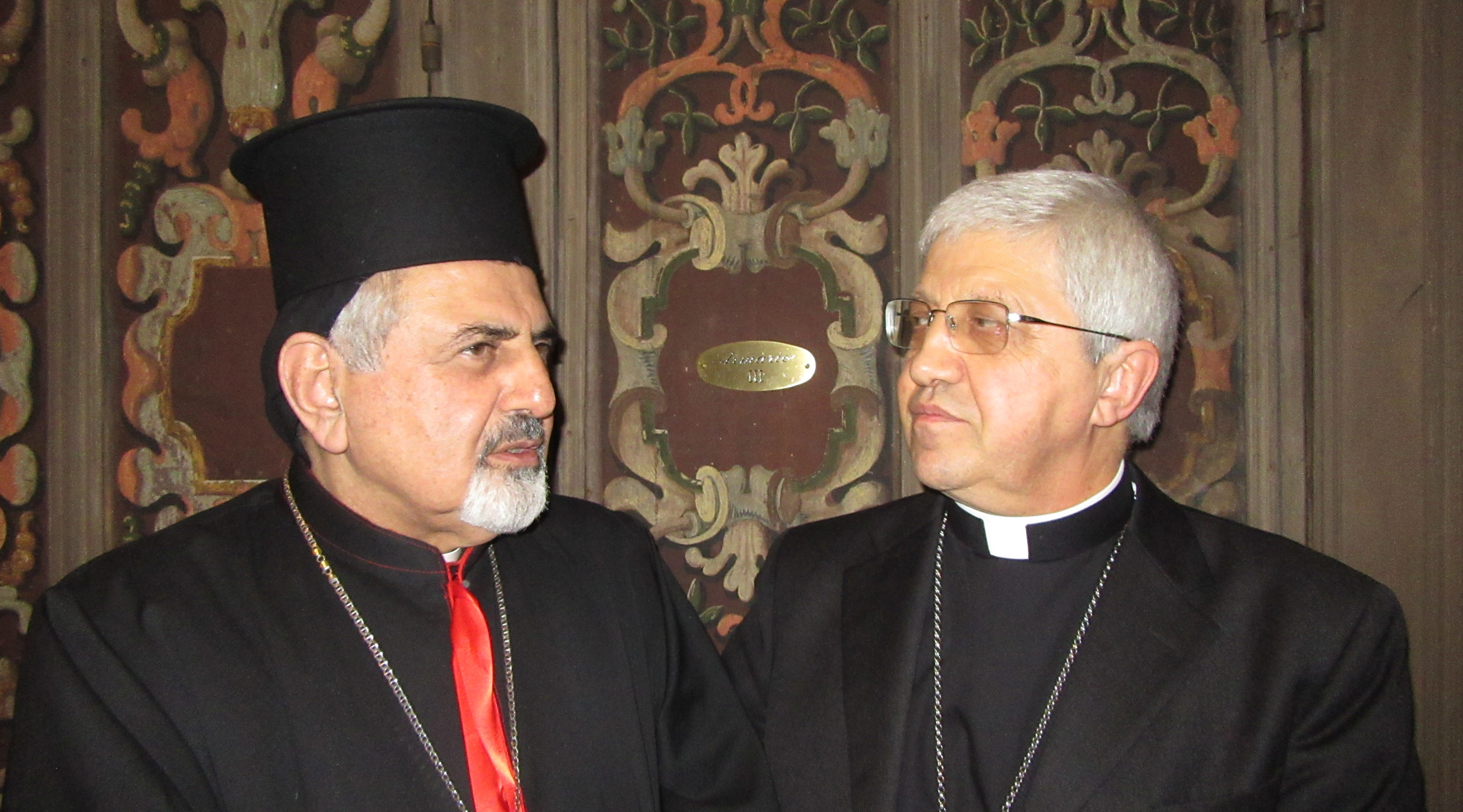
Dom Maurício com o patriarca Inácio José III Younan, 20 de fevereiro de 2017.
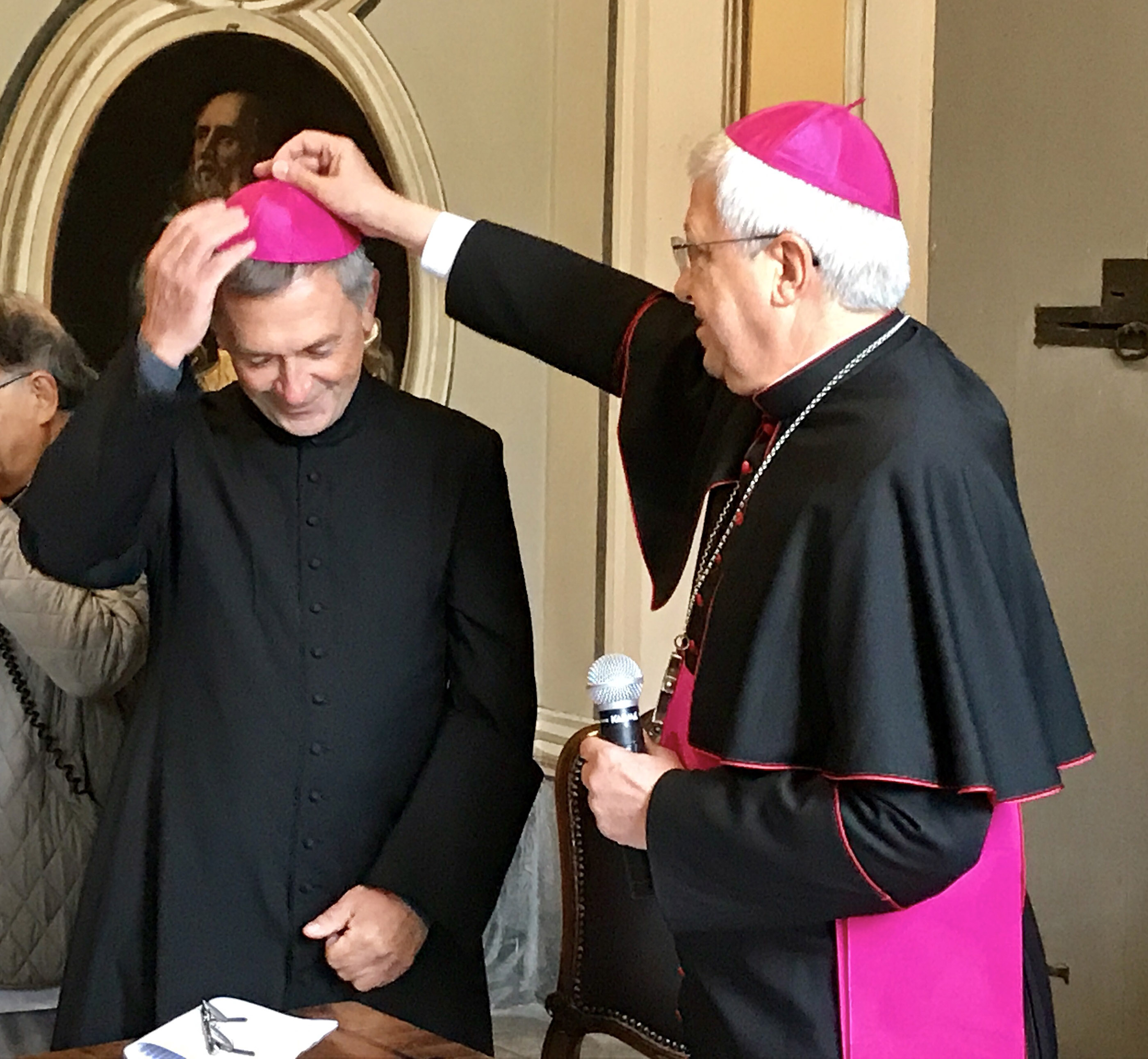
Dom Maurício coloca o solidéu na cabeça de dom Egidio Miragoli, apenas eleito bispo de Mondovì, 29 de setembro de 2017